# Бартемій Кравч молодший
Барті Кравч молодший (англ. Barty Crouch, Jr) — вигаданий герой романів серії книг Гаррі Поттер. Перша поява у книзі «Гаррі Поттер і келих вогню».

## Опис
Блідий, веснянкуватий. З копицею волосся солом'яного кольору.

## Біографія
Син Бартемія Кравча старшого. З молодих років — смертежер. Був засуджений до ув'язнення в Азкабані.

## У Гаррі Поттер та Келих Вогню
На початку сюжету випив Багатозільну настійку та змінив зовнішність на зовнішність Аластора Муді. В цьому образі викладав предмет Захисту від темних сил. Протягом усього сюжету допомагав Гаррі Поттеру, підводячи його до фіналу Тричаклунського турніру. Спробував вбити Поттера, однак був зупинений Дамблдором згодом прибув дементор і виконав свій цілунок